# Мамарроза
Мамарроза (порт. Mamarrosa; МФА: [mɐ.ma.ˈʁo.zɐ]) — парафія в Португалії, у муніципалітеті Олівейра-ду-Байрру. Розташована в західній частині країни, на теренах історичної португальської провінції Бейра. Входить до складу округу Авейру. За адміністративним поділом, чинним до 1976 року, терени парафії були складовою провінції Берегова Бейра. Належить до Авейрівської діоцезії Католицької церкви. Патрон — святий Симон. Площа — 6,3163 км². Населення — 1406 ос. (2011). Слабо урбанізований регіон. Густота населення — 222,6 осіб/км²
. Код — 011402.

## Населення
| Кількість мешканців | Кількість мешканців | Кількість мешканців | Кількість мешканців | Кількість мешканців | Кількість мешканців | Кількість мешканців | Кількість мешканців | Кількість мешканців | Кількість мешканців | Кількість мешканців | Кількість мешканців | Кількість мешканців | Кількість мешканців | Кількість мешканців |
| ------------------- | ------------------- | ------------------- | ------------------- | ------------------- | ------------------- | ------------------- | ------------------- | ------------------- | ------------------- | ------------------- | ------------------- | ------------------- | ------------------- | ------------------- |
| 1864                | 1878                | 1890                | 1900                | 1911                | 1920                | 1930                | 1940                | 1950                | 1960                | 1970                | 1981                | 1991                | 2001                | 2011                |
| 1.986               | 2.061               | 1.981               | 2.103               | 2.630               | 1.130               | 1.265               | 1.488               | 1.632               | 1.532               | 1.343               | 1.483               | 1.546               | 1.452               | 1.406               |